# Ибрагимов, Мовсур Муслиевич
Мовсур Муслиевич Ибрагимов (род. 5 февраля 1958, Марзой-Мохк, Чечено-Ингушская АССР) — советский и российский историк и государственный деятель. Доктор исторических наук (1999), профессор (2000), член-корреспондент Академии наук Чеченской Республики. Заслуженный деятель науки Чеченской Республики. Почётный работник высшего профессионального образования Российской Федерации. Министр Чеченской Республики по национальной политике, печати и информации (20 мая 2004 — 9 ноября 2007).

## Биография
Родился 5 февраля 1958 года в селе Марзой-Мохк Веденского района Чечено-Ингушской АССР.
До 4 класса учился в родном селе. Окончил 8 классов в школе-интернате № 8 в селе Ведено. В том же селе окончил среднюю школу № 2. Затем служил в армии. С декабря 1978 по июль 1979 года был слушателем подготовительного отделения Чечено-Ингушского государственного университета. В годы учёбы был освобождённым секретарем комсомольской организации факультета.
После окончания университета работал преподавателем в Чечено-Ингушском государственном педагогическом институте. Одновременно исполнял обязанности секретаря комитета комсомола института. В педагогическом университета последовательно занимал должности ассистента, старшего преподавателя, а затем доцента кафедры истории Чечено-Ингушского государственного педагогического института.
В 1986 году поступил в аспирантуру. В 1989 году в Ленинградском государственном университете защитил диссертацию на соискание учёной степени кандидата исторических наук по теме «Партийное руководство деятельностью студенческих отрядов 1976—1985 гг.: На материалах Северо-Осетинской и Чечено-Ингушской автономных республик» (специальность 07.00.01 — история КПСС.
В 1995—1999 годах был заведующим кафедрой истории Чечено-Ингушского государственного педагогического института.
В 1999 году в Московском педагогическом государственном университете защитил диссертацию на соискание учёной степени доктора исторических наук по теме «Власть и общество в годы Великой Отечественной войны (на примере национальных республик Северного Кавказа)» (специальность 07.00.02 — отечественная история).
В 2000 году присвоено звание профессора.
Участник различных вузовских, межвузовских и международных конференций. Автор ряда книг и монографий. Руководитель издания двухтомника по истории Чечни с древнейших времен до наших дней.
С 20 мая 2004 года по 9 ноября 2007 года был министром Чеченской Республики по национальной политике, печати и информации.
По состоянию на начало 2018 года заведующий кафедрой истории России Чеченского государственного университета, главный научный сотрудник Комплексного научно-исследовательского института РАН (КНИИ РАН), профессор кафедры отечественной истории Чеченского государственного педагогического института, профессор Исламского государственного университета имени Кунта-Хаджи Кишиева.

## Награды и звания
- Медаль «За трудовую доблесть» (1986[4]);
- Медаль М. Ю. Лермонтова;
- «Почётный знак Петра Великого»;
- Почётный работник высшего профессионального образования РФ;
- Заслуженный деятель науки Чеченской Республики (2005);

## Научные труды
- Хатуев И. З., Ибрагимов М. М. Вклад чеченского народа в победу над фашизмом в годы Великой Отечественной войны 1941—1945 гг.. — Грозный: ФГУП «ИПК Грозненский рабочий», 2015. — 414 с. — ISBN 9785431401633.
- Ибрагимов М. М. Чечня: через круги ада: переселения и депортации чеченского народа. — М.: Аквариус, 2003. — 112 с.
- Хатуев И. З., Ибрагимов М. М. Чеченская Республика в период Великой Отечественной войны. — М.: Издательский центр «Эль-Фа», 2007. — 315 с.
- Ибрагимов М. М. Народы Северного Кавказа в период Великой Отечественной войны 1941—1945 гг.. — М.: Прометей, 1997.
- Ибрагимов М. М. Власть и общество в годы Великой Отечественной войны (на примере национальных республик Северного Кавказа). — М.: Прометей, 1998.
- «Правда об участии народов Чеченской Республики в Великой Отечественной войне».
- Гапуров Ш. А., Ахмадов Ш. Б., Багаев М. Х., Хасбулатов А. И. История Чечни с древнейших времён до наших дней / Руководитель Ибрагимов М. М.. — Грозный: ГУП «Книжное издательство», 2008. — Т. 1. — 827 с. — ISBN 978-5-98896-103-1.